# Yello
Yello ist ein Schweizer Musiker-Duo (Dieter Meier und Boris Blank). Das Wort Yello ist ein Wortspiel von Dieter Meier und steht für „a yelled Hello“ („ein gebrülltes Hallo“).

## Bandgeschichte

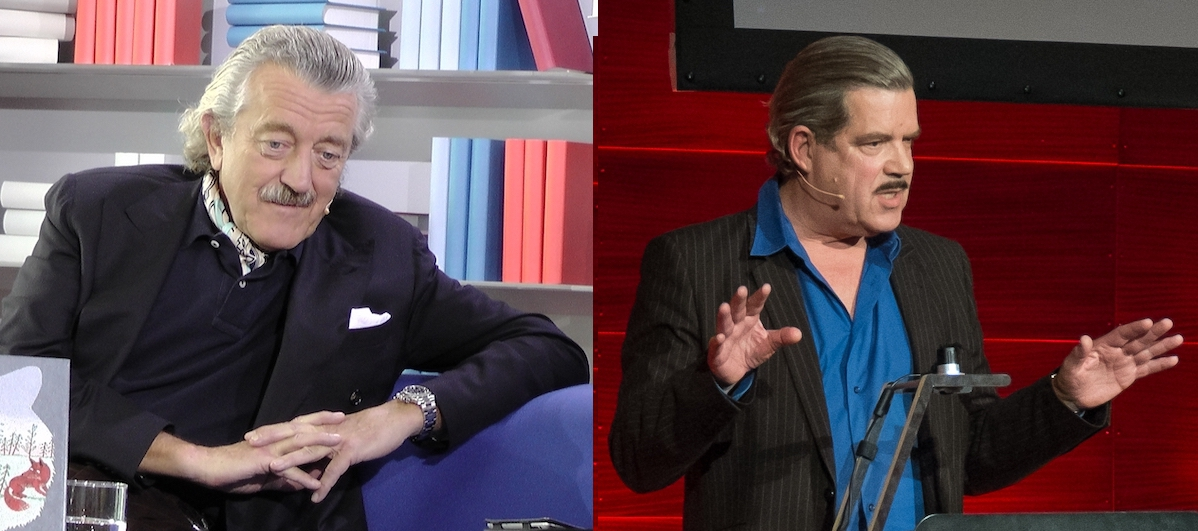
Dieter Meier und Boris Blank

Ende der 1970er Jahre wurde Yello von Boris Blank und Carlos Perón in Zürich (Schweiz) gegründet. In einem Auto-Testlabor trafen beide aufeinander, um Motorengeräusche aufzunehmen. Sie begannen zusammen mit unterschiedlichen Geräten zu experimentieren, nahmen Geräusche auf und verarbeiteten sie zu Songs. Auf der Suche nach einer passenden Begleitstimme machte sie der Verkäufer eines örtlichen Plattenladens 1978 mit Dieter Meier bekannt, der zu dieser Zeit noch in einer Band namens The Assholes tätig war.
Im Jahr 1979 erschien die erste Maxi-Single von Yello auf dem Schweizer Underground-Label Periphery Perfume. 1980 ging die Musikergruppe in die USA, um sich dort verschiedenen Plattenfirmen vorzustellen. Die Schweizer erhielten einen Plattenvertrag. Zu dieser Zeit erschienen einzelne Titel auch auf Alben des Residents-Labels Ralph Records. Die zweite Veröffentlichung Bostich wurde zum Club-Hit. Es folgten die ersten Alben Solid Pleasure (1980) und Claro que si (1981). Carlos Perón verließ die Band 1983 nach Fertigstellung des Albums You Gotta Say Yes to Another Excess (erschienen Anfang 1984).
Mitte der 1980er Jahre errang die Band größere Bekanntheit durch erste Charterfolge, vor allem in der Schweiz und Deutschland. Das Anfang 1985 veröffentlichte vierte Studioalbum Stella hielt sich in der Bundesrepublik Deutschland 34 Wochen in den Charts (Höchstplatzierung 6. Platz) und wurde mit einer Goldenen Schallplatte ausgezeichnet. In der Schweiz belegte Stella den 1. Platz. Die auf dem Album enthaltenen ausgekoppelten Singles Vicious Games und Desire platzierten sich in Deutschland und in der Schweiz in den Top 20 der Charts. Das folgende Best-Of-Album, 1980–1985, The New Mix in One Go, erreichte in beiden Ländern ebenfalls Goldstatus. Auch das fünfte Studioalbum, One Second (1987), war mit seinen drei Single-Auskopplungen, darunter The Rhythm Divine mit Shirley Bassey, ähnlich erfolgreich.
Der endgültige Durchbruch in Deutschland gelang 1988 mit der Single The Race, die im deutschen Fernsehen als Titelmusik für die populäre Musikvideosendung Formel Eins verwendet wurde und bis auf den 4. Platz der Charts kletterte – bis heute die einzige Top-10-Platzierung einer Yello-Single in Deutschland. Das Album Flag (ebenfalls 1988) errang Goldstatus in Deutschland und Österreich sowie den 3. Platz in der Schweiz. Es folgten Baby (1991; 1. Platz in Österreich) und Zebra (1994; 4. Platz und eine Platinplatte in der Schweiz).
Von 1997 bis 2003 veröffentlichte Yello drei weitere Studioalben, jeweils ohne größeren Erfolg in den Single-Charts.
Im Jahr 2009 erschien das Album Touch Yello, auf dem auch der deutsche Jazz-Trompeter Till Brönner, die Schweizer Sängerin Heidi Happy und die Blockflötistin und Professorin am Mozarteum Salzburg Dorothee Oberlinger zu hören sind. Das Album wurde einen Tag zuvor in einem Berliner Kino in einem „virtuellen Konzert“ vorgestellt. Mit dem 1. Platz in den Charts und einer Goldenen Schallplatte konnten Yello in der Schweiz an ihren früheren Erfolg anknüpfen. In Deutschland erreichten sie Platz 20. Auch das Ende 2010 veröffentlichte Album Yello by Yello – The Singles Collection 1980–2010 verkaufte sich gut.
2016 wurde das Album Toy veröffentlicht, das in der Schweiz den 1. Platz und in Deutschland den 2. Platz der Charts erreichte.

## Werk
Die Anfänge von Yello waren von großer Experimentierfreude geprägt:

„Blank hat ja angefangen mit irgendwelchen Geräuschen – nicht? – die er aufgenommen hat.
Seine erste Snare Drum, das war eine Zeitung auf einem Tisch. Tsch tsch- hat er geraschelt und mit dem Kassettengerät aufgenommen und das abgespielt und eine nächste Spur dazu mit einem anderen Kassettengerät und so hat er seine Musik zusammengebaut. Und die war nie geplant sozusagen als Avantgarde. Er wollte eigentlich Poplieder machen, aber die haben natürlich mit diesem dilettantisch-anarchischem Verfahren […] total anders geklungen. Und deshalb wurden wir dann irrtümlicherweise gefeiert als die Begründer der Technomusik und weiss der Teufel was.“

„Man muss sich vorstellen: Ich habe damals mit so Bandschnipseln gearbeitet, also mit so viertel Zollbändern über die Tonköpfe gezogen. Das war dann eine Loop. […] Aber es war damals schon eben eine Überraschung und auch 'n Teil Spekulation: Was kommt raus?“

Später hat Boris Blank wie viele andere Profis auch mit dem Musikcomputer Fairlight CMI gearbeitet.
Die Musik von Yello zeichnet sich durch eine besondere Transparenz und Räumlichkeit des Klangs aus. Boris Blank arbeitet die Tracks mit modernem elektronischen Instrumentarium sowie Sampling von Stimme und akustischen Instrumenten und Geräuschen detailreich aus.

“I like to give electronic instruments life. I like to express the soul of the machine, rather than be a slave to it.”

„Ich möchte elektronischen Instrumenten Leben einhauchen. Ich möchte die Seele der Maschine zum Ausdruck bringen, anstatt ihr Sklave zu sein.“

Seit 1983, nach dem Weggang von Carlos Perón, wird Yello musikalisch nur noch durch Boris Blank geprägt. Der Gesang Dieter Meiers wird erst nach der fertigen Komposition eingespielt. Er steuert die Texte bei, die von ihm mit markanter Stimme gesungen oder gesprochen werden.

„Und ich freue mich auch weiterhin auf die Auftritte in den Klangbildern von Boris. Es ist immer wieder ein unglaubliches Glück, wenn ich was Neues von Boris höre. Ich muss auch immer sehr lachen und staunen über diese Originalität.“

Ab 1979 wirkte der Gitarrist Chico Hablas, früheres Mitglied der Jazzrock-Band Shivananda, bei vielen Liedern als Studiomusiker mit. Seit 1981 im Studio dabei ist Beat Ash, der bei vielen Tracks für Schlagzeug und Percussion verantwortlich zeichnet. Für einige Lieder wurden auch Gastsängerinnen und andere Musiker verpflichtet.
Dieter Meier führt die lange Existenz der Musikformation darauf zurück, dass er nie den Drang verspürt habe, bei der Produktion immer dabei sein zu müssen oder möglichst viel selbst zu machen. Boris Blank braucht im Studio viel Freiraum und Zeit für sich. Zwar sehen sich die beiden oft, verbringen aber nur wenig Zeit gemeinsam im Studio.

„Und lustig ist auch, dass eigentlich bis auf den heutigen Tag der Boris, wenn ich dazu komme und in seine Klangbilder da hineinpinsele, das eigentlich doch auch eher als Störung empfindet.“

Mit ihrer Musik haben sie die Welt der elektronischen Musik mitgestaltet. In den 1990ern veröffentlichen einige der bekanntesten Techno-DJs und -Produzenten ein gemeinsames Album mit Interpretationen alter Yello-Songs als Hommage an die beiden Pioniere. Das Remix-Album trägt den Titel Hands on Yello und enthält Remixes von Cosmic Baby, Westbam, Jens Mahlstedt, Mark Spoon und Jam El Mar (Jam & Spoon), Oliver Lieb, Ilsa Gold, Hardsequencer (aka Hardy Hard), Carl Cox, Carl Craig, Moby u. a.
1995 wurde dieses Album überarbeitet und als Hands on Yello, The Updates in limitierter Auflage auf den Markt gebracht. Dieses 2-CD-Album enthält 14 Tracks.
Ebenfalls 1995 veröffentlichte Yello auf der Maxi-CD How How sämtliche Samples zu dem Stück als Bonustracks. DJs wurden aufgefordert, Remixes von How How anzufertigen, zu denen das Material von Yello selber in bester digitaler Klangqualität mitgeliefert wurde.
Yello verstehen sich nicht ausschließlich als Band, sondern als Künstlerprojekt. Sie erstellen ihre Videos grundsätzlich selbst. Dieter Meier führt Regie. In manche Videoproduktionen wurden Familienmitglieder Meiers und Blanks eingebunden.

## Selbsteinschätzung
Über den Erfolg von Bostich als Club-Hit urteilt Dieter Meier:

„Und das Verrückte ist aber, dass dieses Teil, das hat sich nach Amerika verirrt und kam auf den Plattenteller des damals berühmtesten Radio-DJs: Frankie Crocker (WBLS) und das war über Nacht der Number One Dance Hit in allen schwarzen und Latino-Diskotheken von Amerika. […] Aber auf jeden Fall kann man eins sagen: Weder Blank noch ich haben […] unsere ‚Sandburgen‘ und Musikbildchen gebaut im Hinblick auf einen Erfolg – schon gar nicht bei Schwarzen in Amerika. […] Das war ein unvorstellbarer Zufall. Ich weiß bis heute nicht wie diese Platte überhaupt da hingekommen ist.“

Sein musikalisches Talent sieht Dieter Meier bescheiden wie folgt:

„Der eigentliche Durchbruch – nicht? – das war Bostich, und da hab' ich eben – meinen Gesangsfähigkeiten entsprechend – auf einer Note gesungen.“

„[…] ich kann ja wirklich nicht so gut singen, Noten lesen schon gar nicht.“

## Anekdoten
Ohne das energische Eingreifen von Dieter Meier hätte Boris Blank Bostich gleich nach seiner Entstehung wieder gelöscht:

„[…] Boris fand das absolut nicht gut – ja – und wollte das sofort wieder löschen. Damals hatte ich ja nur einen Track zur Verfügung zu singen und wenn der uns nicht gefiel – ihm nicht gefiel – musste man ihn löschen. Und Bostich in dieser Form hat nur überlebt, weil Boris immer um 7 vor 12 zum Mittagessen geht. Weil er hat gesagt: ‚Sofort löschen, wir machen was anderes.‘ Und da habe ich gekämpft darum und da wurde es 7 vor 12 und er ging Mittagessen. Und nach dem Mittagessen, nachdem ich's 20mal gehört hatte, war ich sicher, dass ich das nicht löschen will. Boris hat gesagt: ‚Gut, dann ist Schluss für heut', ich gehe nach Hause.‘ Hat sich da eine Kassette mitgenommen, hat das ein paar Freunden gespielt und die fanden das dann eigentlich auch durchaus okay.“

Zur Entstehung der Lyrics zu Oh Yeah erzählt Dieter Meier:

„ist einer der wenigen Songs von Blank, zu dem mir nichts einfiel. Normalerweise sind die Klangbilder von Blank für mich wie die Filmmusik eines nicht existierenden Films. Ich hör' mir das an, und das ist wie wenn man einen Film durch mein Hirn ziehen würde, den es nicht gibt. Ich sehe sofort Szenen und Bilder.
Steh' da mit meiner Schreibmaschine in der Aufnahmekabine und tippe die Texte rein, hör' den Song und normalerweise ist das in 2 Stunden gemacht, weil das für mich so inspirierend ist. Und da ist mir nix eingefallen zu diesem ‚Oh Yeah‘. Und dann sagt Blank: ‚Hör mal zu, hör dir mal die Musik an. Das ist doch wie wenn ein König einer Südseeinsel – der sitzt am Strand, die Sonne geht unter. Irgendeine Dame wedelt ihm ein bisschen frische Luft zu, ein Diener bringt einen kalten Drink und er schaut auf den Horizont hinaus. Was würdest du denn da sagen?‘ Hab' ich gesagt: ‚Oh Yeah!‘“

## Verwendung von Yello-Musik in Medien
Die Musik von Yello wurde in mehreren Filmen verwendet, dabei häufig das Lied Oh Yeah, das zum Beispiel in Die Simpsons jeweils kurz angespielt wird, wenn Duffman erscheint, das Maskottchen der lokalen Bierbrauerei. Der Titel lief auch in den Filmen Das Geheimnis meines Erfolges (1987), Ferris macht blau (1986) sowie in Mein Partner mit der kalten Schnauze (1989).
Im Film Schmutz von Paulus Manker (1985) wurde Musik von Yello eingesetzt.
Beim finalen Rennen zwischen Klausi und Axel im Film Manta Manta (1991) wird der Song Jungle Bill gespielt.
Das Lied The Race diente sowohl dem Fernsehsender Eurosport, der Musikvideosendung Formel Eins als auch der Sendung taff über viele Jahre hinweg als Erkennungsmelodie. Der Titel wurde außerdem in den Filmen Zwei Frauen (1989) und Liebe und Eis (The cutting edge, 1992) verwendet.
Der Titel On The Run bildet das Intro des Spielfilms Nonnen auf der Flucht (1990).
Verschiedene weitere Yello-Songs, wie etwa Desire, fanden in Folgen der TV-Serie Miami Vice Verwendung. Desire war zudem im Jahr 1991 Teil des Soundtracks der Roadmovie-Komödie Der Giftzwerg.
Darüber hinaus zeichnete Yello für den Jingle der Schweizer Radiostation DRS 3 verantwortlich.

## Diskografie
Studioalben

| Jahr | Titel                               | Höchstplatzierung, Gesamtwochen, AuszeichnungChartplatzierungen (Jahr, Titel, Platzierungen, Wochen, Auszeichnungen, Anmerkungen) | Höchstplatzierung, Gesamtwochen, AuszeichnungChartplatzierungen (Jahr, Titel, Platzierungen, Wochen, Auszeichnungen, Anmerkungen) | Höchstplatzierung, Gesamtwochen, AuszeichnungChartplatzierungen (Jahr, Titel, Platzierungen, Wochen, Auszeichnungen, Anmerkungen) | Höchstplatzierung, Gesamtwochen, AuszeichnungChartplatzierungen (Jahr, Titel, Platzierungen, Wochen, Auszeichnungen, Anmerkungen) | Höchstplatzierung, Gesamtwochen, AuszeichnungChartplatzierungen (Jahr, Titel, Platzierungen, Wochen, Auszeichnungen, Anmerkungen) | Anmerkungen                              |
| Jahr | Titel                               | DE | AT | CH | UK | US | Anmerkungen                              |
| ---- | ----------------------------------- | --- | --- | --- | --- | --- | ---------------------------------------- |
| 1980 | Solid Pleasure                      | — | — | — | — | — | Erstveröffentlichung: 1980               |
| 1981 | Claro que si                        | — | — | — | — | — | Erstveröffentlichung: 22. September 1981 |
| 1984 | You Gotta Say Yes to Another Excess | DE26 (13 Wo.)DE | — | CH13 (10 Wo.)CH | UK65 (2 Wo.)UK | US184 (4 Wo.)US | Erstveröffentlichung: 15. Januar 1984    |
| 1985 | Stella                              | DE6 Gold · (34 Wo.)DE | AT23 (6 Wo.)AT | CH1 (18 Wo.)CH | UK92 (1 Wo.)UK | — | Erstveröffentlichung: 29. Januar 1985    |
| 1987 | One Second                          | DE11 (21 Wo.)DE | AT6 (14 Wo.)AT | CH4 Gold · (18 Wo.)CH | UK48 (3 Wo.)UK | US92 (10 Wo.)US | Erstveröffentlichung: 26. April 1987     |
| 1988 | Flag                                | DE11 Gold · (17 Wo.)DE | AT12 Gold · (6 Wo.)AT | CH3 (14 Wo.)CH | UK56 Silber · (7 Wo.)UK | US152 (9 Wo.)US | Erstveröffentlichung: 30. Oktober 1988   |
| 1991 | Baby                                | DE6 (18 Wo.)DE | AT1 (11 Wo.)AT | CH5 (15 Wo.)CH | UK37 (2 Wo.)UK | — | Erstveröffentlichung: 15. Juni 1991      |
| 1994 | Zebra                               | DE34 a (10 Wo.)DE | — | CH4 Platin · (15 Wo.)CH | — | — | Erstveröffentlichung: 16. Oktober 1994   |
| 1997 | Pocket Universe                     | DE17 (10 Wo.)DE | AT21 (6 Wo.)AT | CH7 (13 Wo.)CH | — | — | Erstveröffentlichung: 23. Februar 1997   |
| 1999 | Motion Picture                      | DE23 a (5 Wo.)DE | — | CH13 (7 Wo.)CH | — | — | Erstveröffentlichung: 25. Oktober 1999   |
| 2003 | The Eye                             | DE20 a (2 Wo.)DE | — | CH16 a (5 Wo.)CH | — | — | Erstveröffentlichung: 3. November 2003   |
| 2009 | Touch Yello                         | DE4 (13 Wo.)DE | AT35 (4 Wo.)AT | CH1 Gold · (24 Wo.)CH | — | — | Erstveröffentlichung: 2. Oktober 2009    |
| 2016 | Toy                                 | DE2 (6 Wo.)DE | AT16 (2 Wo.)AT | CH1 (11 Wo.)CH | UK84 (1 Wo.)UK | — | Erstveröffentlichung: 30. September 2016 |
| 2020 | Point                               | DE6 (6 Wo.)DE | AT5 (3 Wo.)AT | CH1 (11 Wo.)CH | — | — | Erstveröffentlichung: 28. August 2020    |

grau schraffiert: keine Chartdaten aus diesem Jahr verfügbar

## Filmografie (Auswahl)
- 1981: Jetzt und alles – Regie: Dieter Meier, Drehbuch: Dieter Meier, Peter Vitzthum, Darsteller: Richy Müller, Jean-Pierre Kalfon, Dieter Meier, Carlos Perón u. a.[16]

## Auszeichnungen
- 1997: Kunstpreis der Stadt Zürich
- 2010: Swiss Music Award, Best Album Pop/Rock National (Touch Yello)[17]
- 2014: Echo Pop: Zum 35-jährigen Bestehen der Band erhielt Yello den deutschen Echo für ihr Lebenswerk.[18]
- 2022: Europäischer Kulturpreis

## Literatur

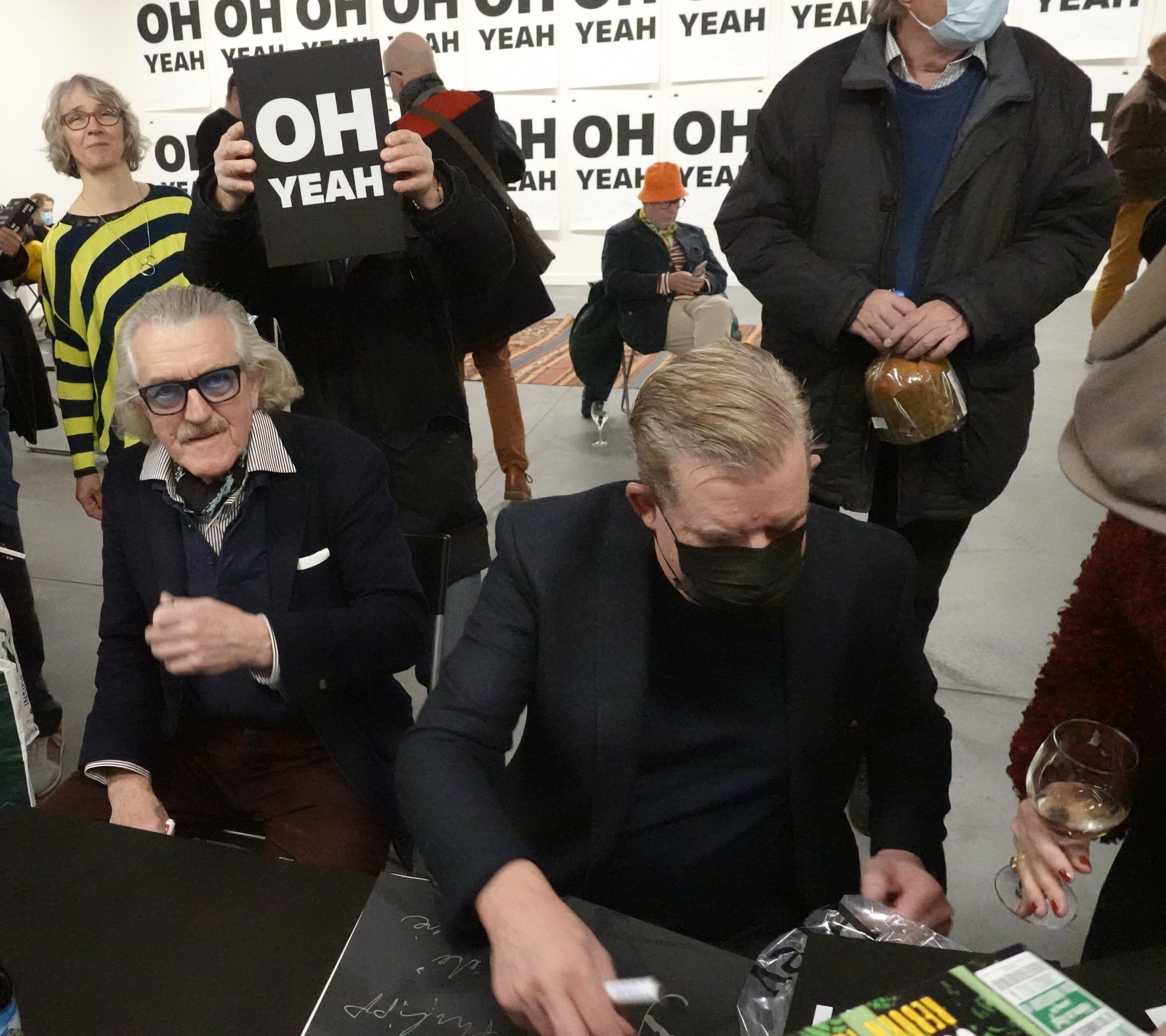
Dieter Meier & Boris Blank signieren 2021 in Zürich.